# Lohnerhütte
Die Lohnerhütte ist eine Schutzhütte des Schweizer Alpen-Clubs in den Berner Alpen (Schweiz).

## Lage und Betrieb
Die Hütte steht an der Nordflanke des Grosslohners über Adelboden in einer Höhe von 2171 m ü. M., wird von der Sektion Wildstrubel des Schweizer Alpen-Clubs betrieben und an Sommerwochenenden bewartet.

## Geschichte
Von der 1972 erbauten Hütte hat man einen Tiefblick auf Adelboden und seine fünf Täler Tschente, Stigelschwand, Gilbach, Boden und Bunderle.
Die Zustiege sind für trittsichere und schwindelfreie Hüttenbesucher. Der Zustieg von der Bunderalp über das Chrachli und jener über den Leiternweg sind mit Ketten abgesichert. Die Hütte ist nur im Sommer geöffnet, im Winterhalbjahr ist der Zugang geschlossen.
Die Entstehungsgeschichte der Hütte geht auf den 1858 geborenen Holzhacker und Taglöhner Peter Zürcher («Lohner Zürcher») zurück, der in diesem unzugänglichen Gebiet für seine Familie eine einfache Bergbauernbehausung baute und Schafe und Ziegen hielt.

## Zustiege
- Von Adelboden (Normalroute) in 3 ½ Stunden, Aufstieg 980 Höhenmeter, Schwierigkeitsgrad T5-
- Von der Engstligenalp in 3 ½ Stunden, Aufstieg 740 und Abstieg 530 Höhenmeter, Schwierigkeitsgrad T5-

## Touren
- Klettertouren am Lohner
- Anspruchsvoller alpiner Panoramapfad via Witi Chume und Luser zur Engstligenalp

## Kartenmaterial
- Schweizer Bundesamt für Landestopografie swisstopo: Topografische Karten LK 1:50’000, Blatt 263 Wildstrubel, LK 1:25’000, Blatt 1247 Adelboden.